# (100926) 1998 MQ
(100926) 1998 MQ es un asteroide que forma parte de los asteroides Amor, es decir, cualquiera de los asteroides con una órbita que contenga totalmente a la terrestre y que tenga un perihelio menor de 1,3 ua, descubierto el 18 de junio de 1998 por el equipo del Lowell Observatory Near-Earth-Object Search desde la Estación Anderson Mesa (condado de Coconino, cerca de Flagstaff, Arizona, Estados Unidos).

## Designación y nombre
Designado provisionalmente como 1998 MQ.

## Características orbitales
1998 MQ está situado a una distancia media del Sol de 1,782 ua, pudiendo alejarse hasta 2,509 ua y acercarse hasta 1,056 ua. Su excentricidad es 0,407 y la inclinación orbital 24,24 grados. Emplea 869,505 días en completar una órbita alrededor del Sol.

## Características físicas
La magnitud absoluta de 1998 MQ es 16,6.1,174Está asignado al tipo espectral S según la clasificación SMASSII.